# Petite gerbille à queue courte
Gerbillus simoni, Dipodillus simoni · Gerbille de Simon, Gerbille de Kaiser
Espèce
Synonymes
- Dipodillus simoni
- Dipodillus zakariai Cockrum, Vaughn & Vaughn, 1976

Statut de conservation UICN

 LC  : Préoccupation mineure
La Petite gerbille à queue courte (Gerbillus simoni) est une espèce de rongeurs de la famille des Muridés. On rencontre cette gerbille au nord de l'Afrique du Nord. Sa classification est encore discutée. 

## Dénominations
L'espèce est appelée en français : Petite gerbille à queue courte,, Gerbille de Simon ou Gerbille de Kaiser.
- Synonymes scientifiques valides :
  - Gerbillus simoni[4], [5],[6]
  - Dipodillus simoni[7],[8]
  - Dipodillus (Dipodillus) simoni Lataste, 1881[9]
- Autre synonyme :
  - Dipodillus zakariai Cockrum, Vaughn & Vaughn, 1976.